# Kiyokazu Kudo
Kiyokazu Kudo (久藤 清一, Kudo Kiyokazu) est un footballeur japonais né le 21 juin 1974.